# Bruno Steimer
Bruno Steimer (* 5. Juli 1959) ist ein römisch-katholischer Kirchenhistoriker.
Steimer stammt aus dem Saarland und studierte nach seinem Abitur am Missionshaus in St. Wendel Katholische Theologie und Geschichtswissenschaft in St. Augustin, Mainz und Regensburg. 1986 erwarb er sein Diplom in katholischer Theologie. 1991 promovierte er bei Norbert Brox in Regensburg zum Dr. theol. Von 1994 bis 2001 war er Leitender Redakteur des Lexikons für Theologie und Kirche. Er arbeitet heute als Lektor beim Freiburger Herder-Verlag.